# NGC 5356
NGC 5356 (również PGC 49468 lub UGC 8831) – galaktyka spiralna z poprzeczką (SBbc), znajdująca się w gwiazdozbiorze Panny. Odkrył ją William Herschel 2 lutego 1786 roku.